# Muhammad Khilji

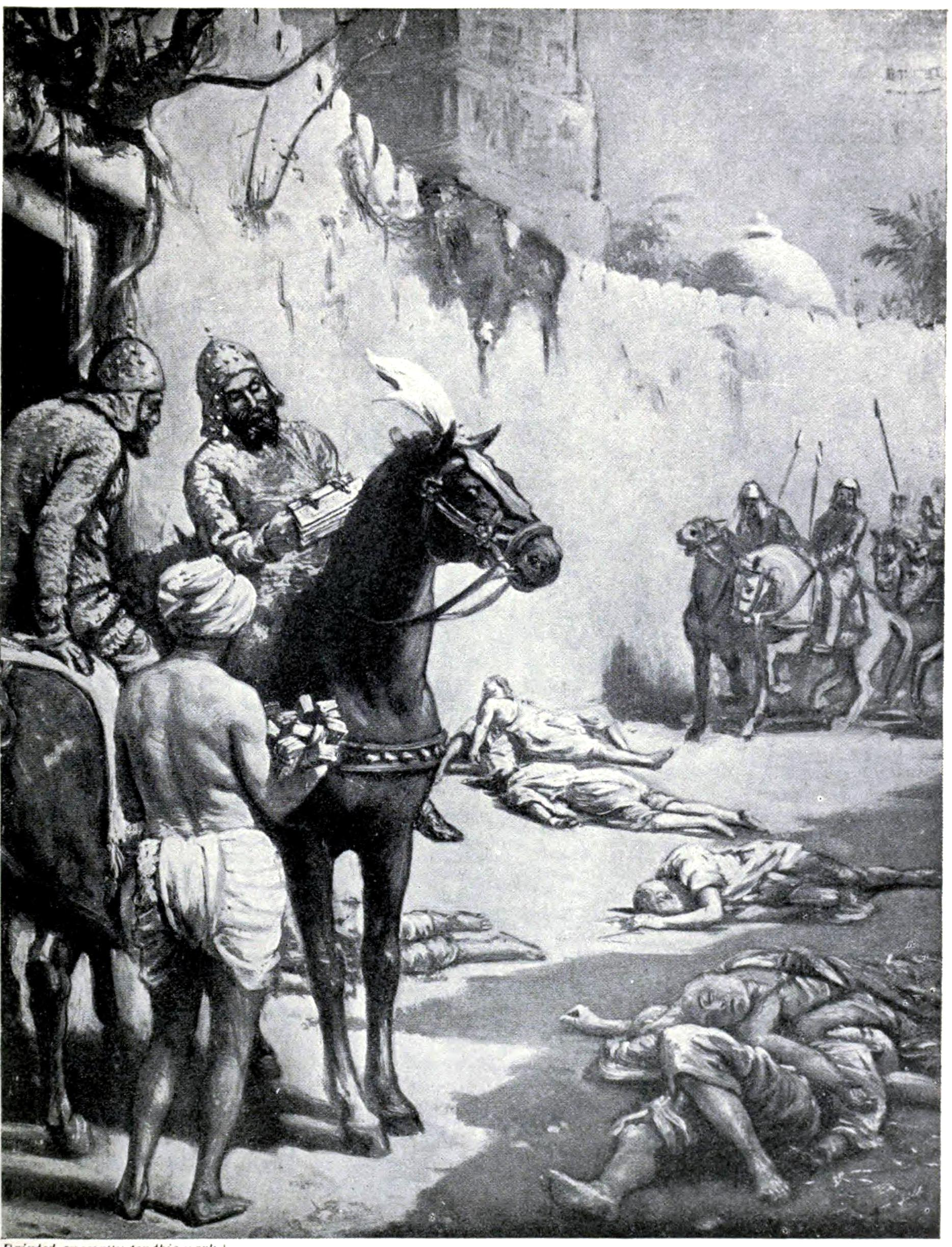
Ikhtiyar Uddin Muhammad bin Bakhtiyar Khilji en zijn handlanger Subahdar Awlia Khan leiden troepen in de vervolging van de boeddhistische monniken (illustratie uit het begin van de 20e eeuw).

Ikhtiyar Uddin Muhammad bin Bakhtiyar Khilji was een Turks-Afghaans legerleider die in de 12e eeuw veroveringstochten leidde in India, met name in Bengalen. Hij diende eerst sultan Muhammad Ghowri, die het noordwesten van India had onderworpen. Na diens dood diende hij Qutb-ud-din Aibak, de sultan van Delhi. De Khilji- of Khaljidynastie die van 1204 tot 1227 Bengalen regeerde en van 1290 tot 1320 Delhi regeerde, werd naar hem genoemd.

## Levensloop
In 1193 kwam Muhammad Khilji aan in India. In 1197 leidde hij veldtochten in het huidige Bihar. In Nalanda, een van de belangrijkste boeddhistische centra van India, zou hij de monniken hebben gevraagd of er een koran in de bibliotheek aanwezig was. Toen het antwoord daarop negatief was, gaf hij opdracht tot hun onthoofding en liet hij de universiteit van Nalanda platbranden. In 1203 veroverde hij met zijn leger Vikramasila.
Later bracht hij de Bengaalse vorst Lakshman Sen onder zijn controle en veroverde diens hoofdstad in 1205. Zijn veldtocht naar Tibet in 1206 werd hem fataal; tijdens zijn aftocht overleed hij.